# Bobbies
The Bobbies var en svensk sånggrupp från Stockholm verksam mellan 1939 och 1969. De kallades ibland Fem Bobbies. Gruppen bestod av tidigare poliser.
Bobbies sjöng bland annat på Chinateatern, Hansa i Hamburg, Valencia i Köpenhamn, i folkparkerna samt hos Karl Gerhard 1952
De medverkade också i filmer samt på skivor (78).
- Aktören 1943
- Askungen (film, 1950) 1950

## Medlemmar
- Pelle Ström (1913-2000) (tenor)
- Erik Olsson (1919-1984) (tenor)
- Rune Skog (1913-2009) (bas)
- Seve Svanström (1914-2007) (bas)
- Bertil Agerfeldt (1915-1999) (buffabas)